# Королевский дворец Дурреса
Королевский дворец Дурреса (алб. Pallati Mbretëror i Shqipërisë), также известный как Конак Дурреса (алб. Konaku i Durrësit), — бывший королевский дворец Княжества Албания, располагавшийся в Дурресе (Албания). Ранее он служил главной официальной резиденцией Вильгельма, принца Албании, и его жены, принцессы Софии Шёнбург-Вальденбургской. Дворец использовался разными албанскими правительствами для различных целей.

## История
Изначально дворец служил резиденцией османского префекта (мутасаррыфа) Дурреса. Он представлял собой трёхэтажное здание с внутренним двором и 35 комнатами. Фасад здания в ширину составлял около 50 метров. Принц Вильгельм Вид вместе с семьёй прибыл в свою столицу Дуррес 7 марта 1914 года. Пять месяцев спустя он переехал во дворец и использовал его в качестве своей резиденции в течение своего шестимесячного правления. Мебель и небольшое количество слуг были привезены сюда из Германии. После отъезда принца Вильгельма из страны дворец подвергся разграблению со стороны мусульманских повстанцев и их лидера Хаджи Кямили.
2 октября 1918 года во время битвы при Дурресе дворец как и весь город подвергся бомбардировке по приказу адмирала французского флота Доминика-Мари Гоше. Обстрелом, происводившемся с линкора Королевских ВМС Италии «Данте Алигьери», руководил адмирал маркиз ди Ревель. Адмирал Гоше следовал указаниям генерала Луи Франше д’Эспере, воевавшего на Македонском фронте на стороне союзников. По его мнению, порт Дурреса, если бы он не был разрушен, способствовал бы эвакуации болгарских и немецких войск, участвовавших в Первой мировой войне. Землетрясение 1926 года ещё больше разрушило дворец, и к 1930 году от него уже ничего не осталось.